# Iida
Iida (飯田市 -shi) é uma cidade japonesa localizada na província de Nagano.
Em 2003 a cidade tinha uma população estimada em 107 011 habitantes e uma densidade populacional de 328,91 h/km². Tem uma área total de 325,35 km².
Recebeu o estatuto de cidade a 1 de Abril de 1937.

## Cidades-irmãs
- Tsuyama, Japão
- Charleville-Mézières, França